# Pirenella
Pirenella is een geslacht van slakken uit de familie van de Potamididae. De wetenschappelijke naam van het geslacht is voor het eerst geldig gepubliceerd in 1847 door Gray.

## Soorten
De volgende soorten zijn bij het geslacht ingedeeld:
- Pirenella alata (Philippi, 1849)
- Pirenella arabica Reid, 2016
- Pirenella asiatica Ozawa & Reid, 2016
- Pirenella austrocingulata Reid, 2015
- Pirenella caiyingyai (Qian, Fang & He, 2013)
- Pirenella cancellata Ozawa & Reid, 2016
- Pirenella cingulata (Gmelin, 1791)
- Pirenella conica (Blainville, 1829)
- Pirenella delicatula Reid, 2016
- Pirenella incisa (Hombron & Jacquinot, 1848)
- Pirenella microptera (Kiener, 1841)
- Pirenella nanhaiensis Fu & Reid, 2016
- Pirenella nipponica Ozawa & Reid, 2016
- Pirenella pupiformis Ozawa & Reid, 2016[1]
- Pirenella retifera (G. B. Sowerby II, 1855)
- Pirenella rugosa Reid, 2016
- † Pirenella subconica (Pallary, 1901)

### Synoniemen
- Pirenella insculpta (G. B. Sowerby II, 1865) => Zeacumantus plumbeus (G.B. Sowerby II, 1855)